# Вальскис, Нериюс
Нериюс Вальскис (лит. Nerijus Valskis; 4 августа 1987, Вильнюс) — литовский футболист.

## Клубная карьера
Является полузащитником оборонительного плана, который играет обычно на левом фланге. Сначала играл на любительском уровне за «Жальгирис». В 2005 году перешёл в основу клуба, провёл один сезон и сыграл 11 матчей. Потом Нериюса пригласили в «Каунас», а затем в «Шилуте». В 2008 году он забил первый гол за «Шилуте».
В 2008 году полузащитник вернулся в «Каунас», за который провёл 10 игр. В связи с большой конкуренцией Вальскис не смог пробиться в основу и скоро был отдан в аренду в «Сморгонь». Потом Нериюс подписал контракт с латвийским «Металлургом», сыграл 28 матчей в чемпионате.
Зимой 2012 года присоединился к белорусскому «Минску», куда его пригласил старший тренер клуба Александр Бразевич с которым Вальскис был знаком по работе в «Сморгони». По условиям контракта его зарплата была привязана к курсу доллара. В сентябре 2012 года присоединился к литовской «Судуве». По итогам чемпионата Литвы 2013 года стал лучшим бомбардиром турнира с 27 забитыми голами, кроме того он был назван лучшим игроком турнира.
В январе 2015 года был на просмотре в казахстанском «Окжетпесе», однако до подписание соглашения дело не дошло.
Летом 2019 года стал игроком индийского клуба «Ченнайин». За игру Вальскиса в январе 2020 года он был назван «героем месяца» в Индийской суперлиги.

## Карьера в сборной
Дебютировал в составе национальной сборной Литвы 11 октября 2013 года в мачте против Латвии (2:0).

## Достижения

### Командные
«Металлург» Лиепая
- Серебряный призёр чемпионата Латвии: 2011

«Минск»
- Финалист Кубка Белоруссии: 2011/12

«Тракай»
- Серебряный призёр чемпионата Литвы (2): 2015, 2016

«Бней Иегуда»
- Обладатель Кубка Израиля: 2016/17

### Индивидуальные
- Лучший бомбардир чемпионата Литвы: 2013
- Лучший игрок чемпионата Литвы: 2013